# William B. Bate
William B. Bate (Castalian Springs, 1826. október 7. – Washington, 1905. március 9.) az Amerikai Egyesült Államok szenátora (Tennessee, 1887–1905).